# Genista paivae
Genista paivae är en ärtväxtart som beskrevs av Richard Thomas. Lowe. Genista paivae ingår i släktet ginster, och familjen ärtväxter. Inga underarter finns listade i Catalogue of Life.